# King Clancy Memorial Trophy

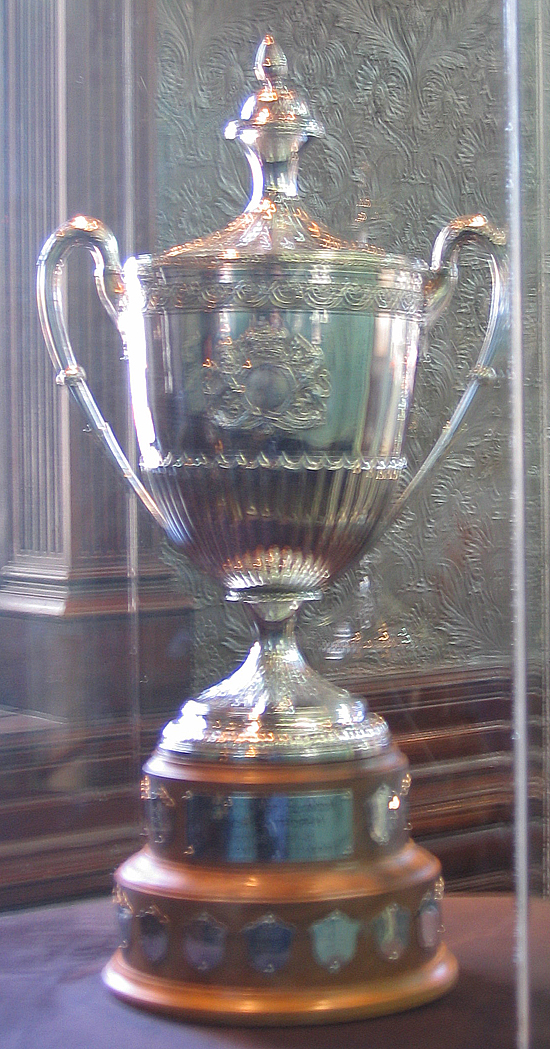
King Clancy Memorial Trophy

King Clancy Memorial Trophy je třetí nejmladší trofej, která je udělována v zámořské NHL hráči, v jehož osobě se nejlépe spojují hráčské a lidské kvality.
Trofej je pojmenovaná na počest Francise M. "King" Clancyho, což je bývalý hráč, trenér i rozhodčí.

## Volení držitelé
| King Clancy Memorial Trophy - (hráčská a lidská kvalita) |                             |                       |
| Sezóna                                                   | Hráč                        | Tým                   |
| 1987–1988                                                | Lanny McDonald              | Calgary Flames        |
| 1988–1989                                                | Bryan Trottier              | New York Islanders    |
| 1989–1990                                                | Kevin Lowe                  | Edmonton Oilers       |
| 1990–1991                                                | Dave Taylor                 | Los Angeles Kings     |
| 1991–1992                                                | Ray Bourque                 | Boston Bruins         |
| 1992–1993                                                | Dave Poulin                 | Boston Bruins         |
| 1993–1994                                                | Adam Graves                 | New York Rangers      |
| 1994–1995                                                | Joe Nieuwendyk              | Calgary Flames        |
| 1995–1996                                                | Kris King                   | Winnipeg Jets         |
| 1996–1997                                                | Trevor Linden               | Vancouver Canucks     |
| 1997–1998                                                | Kelly Chase                 | St. Louis Blues       |
| 1998–1999                                                | Rob Ray                     | Buffalo Sabres        |
| 1999–2000                                                | Curtis Joseph               | Toronto Maple Leafs   |
| 2000–2001                                                | Shjon Podein                | Colorado Avalanche    |
| 2001–2002                                                | Ron Francis                 | Carolina Hurricanes   |
| 2002–2003                                                | Brendan Shanahan            | Detroit Red Wings     |
| 2003–2004                                                | Jarome Iginla               | Calgary Flames        |
| 2004–2005                                                | Neudělena pro stávku        |                       |
| 2005–2006                                                | Olaf Kölzig                 | Washington Capitals   |
| 2006–2007                                                | Saku Koivu                  | Montreal Canadiens    |
| 2007–2008                                                | Vincent Lecavalier          | Tampa Bay Lightning   |
| 2008–2009                                                | Ethan Moreau                | Edmonton Oilers       |
| 2009–2010                                                | Shane Doan                  | Phoenix Coyotes       |
| 2010–2011                                                | Doug Weight                 | New York Islanders    |
| 2011–2012                                                | Daniel Alfredsson           | Ottawa Senators       |
| 2012–2013                                                | Patrice Bergeron            | Boston Bruins         |
| 2013–2014                                                | Andrew Ference              | Edmonton Oilers       |
| 2014–2015                                                | Henrik Zetterberg           | Detroit Red Wings     |
| 2015–2016                                                | Henrik Sedin                | Vancouver Canucks     |
| 2016–2017                                                | Nick Foligno                | Columbus Blue Jackets |
| 2017–2018                                                | Daniel Sedin a Henrik Sedin | Vancouver Canucks     |
| 2018–2019                                                | Jason Zucker                | Minnesota Wild        |
| 2019–2020                                                | Matt Dumba                  | Minnesota Wild        |
| 2020–2021                                                | Pekka Rinne                 | Nashville Predators   |
| 2021–2022                                                | P. K. Subban                | New Jersey Devils     |
| 2022–2023                                                | Mikael Backlund             | Calgary Flames        |
| 2023–2024                                                | Anders Lee                  | New York Islanders    |
| 2024–2025                                                | Aleksander Barkov           | Florida Panthers      |
| Zdroj na eliteprospects.com                              |                             |                       |